# Télicité
En linguistique, la télicité (du grec τέλος, la fin) est la propriété d’un verbe ou d’un syntagme verbal qui présente une action ou un événement comme menés à leur terme en un sens ou un autre. Un verbe ou syntagme verbal possédant cette propriété est dit télique, alors que s’il présente l’action ou l’événement comme non achevés il est dit atélique.

## Test de télicité
Une manière habituelle d’estimer si un syntagme verbal est télique est de vérifier si on peut lui appliquer une expression telle que en une heure (décrite comme un adverbial de délimitation temporelle). À l’inverse, si on peut lui appliquer une expression telle que pendant une heure, il sera atélique,,,. C’est ce qu’on peut appeler le test d'extension temporelle vs de délimitation temporelle. Selon ce test, le syntagme verbal construire une maison est télique, tandis que le syntagme habiter une maison est atélique :
Jean a construit une maison en un mois.
? Jean a construit une maison pendant un mois. 
→ a construit est télique
? Jean a habité une maison en un mois.
Jean a habité une maison pendant un mois.
→ a habité est atélique.
D'autres expressions peuvent être testées de manière similaire. Par exemple est rentré chez lui est télique, car Jean est rentré chez lui en une heure est correct, tandis que * Jean est rentré chez lui pendant une heure est incorrect ; mais s’est promené est atélique, car * Jean s’est promené en une heure est incorrect, alors que Jean s’est promené pendant une heure est correct.
Lorsqu’on applique ce test, il faut prendre garde à un certain nombre de points.
- Le temps et l’aspect grammatical d’un verbe peuvent affecter le résultat du test ; par exemple, les propositions à l'aspect duratif ou progressif ou à l’imparfait (pour le Français) (est en train de marcher, était en train de parler, a été occupé à, etc admettent parfois pendant une heure, et presque jamais en une heure. Le test présente donc avant tout un intérêt pour les syntagmes verbaux qui ne sont pas à l'aspect duratif ou progressif ou à l’imparfait (pour le Français).
- Dans certains contextes, le test peut soulever des difficultés d'analyse, comme dans l'exemple Jean a habité plusieurs maisons en un mois où le syntagme a habité plusieurs maisons semblerait être devenu télique. Mais on peut aussi observer qu'un aspect itératif est venu interférer : l'action d'habiter a été accomplie plusieurs fois puisqu'elle a porté sur plusieurs maisons. Par conséquent c'est par cet aspect itératif qu'est déclenchée la possibilité d'ajouter une délimitation temporelle, et non par le sémantisme propre du verbe.

## Pertinence de la notion de complétude

### Existence d'un point final
On rencontre souvent l’idée que les verbes et syntagmes verbaux téliques se rapportent à des événements qui ont une fin, contrairement aux atéliques. Le concept de point final (endpoint) s’applique à des « événements du monde », plutôt qu’aux expressions qui font référence à ces événements. Ceci constitue la propriété la plus critiquée de cette définition. En fait, chaque événement ou état du monde commence et se termine à un moment ou à un autre, à l’exception peut-être des états ayant trait à l’existence même de l’univers. Certainement, l’état d’irritation de Jean dans Jean est en colère a eu un commencement et, à moins que Jean ne soit en quelque sorte « perpétuellement en colère », il aura aussi une fin. Il est donc douteux que l’on puisse définir des expressions téliques au moyen des propriétés des événements ou des états auxquels on fait référence (un problème très similaire apparaît avec la notion que les noms de masse se rapportent à des « choses qu’on ne peut pas compter »). D’où la tentative récente de focaliser explicitement cette notion sur la manière dont les expressions téliques rapportent, ou présentent les événements ou les états.
Autrement dit, on peut définir les verbes et les syntagmes verbaux téliques simplement comme se rapportant à des événements envisagés ou présentés comme ayant une fin, alors que les atéliques concernent des événements non envisagés ou présentés comme tels.
Ce type d’exercice peut aider à se souvenir qu’il est futile d’essayer de lier la sémantique linguistique au monde réel, sans tenir compte de l’agent intermédiaire constitué par la cognition humaine.

### Orientation vers un but
Selon Garey, qui a introduit le terme, les verbes téliques sont des « verbes exprimant une action orientée vers un but, envisagé comme atteint à un temps non-sécant, mais contingent à un temps sécant »; les verbes atéliques en revanche sont des « verbes qui n'impliquent aucun but ou point final dans leur structure sémantique, mais dénotent des actions qui se trouvent réalisées aussitôt qu'elles ont commencé » (voir l'article « Aspect perfectif/imperfectif »).

### Quantisation et cumulativité
La définition peut-être la mieux établie de la télicité de nos jours est la définition algébrique proposée par Manfred Krifka. Krifka définit les expressions téliques comme celles qui sont quantifiées, et les expressions atéliques comme cumulatives. Une expression P peut être dite quantifiée si et seulement si elle satisfait à l’implication suivante, quels que soient x et y :
Si x peut être décrit par  P, et que y peut aussi être décrit par P, alors x n’est pas une partie (au sens méréologique) de y.
Supposons par exemple que Jean ait construit deux maisons. Chacun des deux événements de construction peut alors être décrit comme a construit une maison. Mais la construction de l’une des maisons n’est pas, et en fait ne peut pas être conçue comme une partie de la construction de la seconde. Ceci contraste avec les états descriptibles comme, disons, se promener sans but. Si Jean s’est promené sans but pendant deux heures, alors ceci pourra être découpé en un grand nombre de parties, par exemple 10 minutes, ou 1 heure, etc. qui pourront également être décrites comme se promener sans but, où x est une partie de y. Ainsi, suivant cette définition, construire une maison est correctement caractérisé comme télique et se promener sans but comme atélique. La quantisation peut aussi être utilisée pour la définition des noms comptables.
On dira qu’une expression P possède une référence cumulative si et seulement si, quels que soient x et y, l’implication suivante est correcte :
Si x peut être décrite comme P, et que y peut aussi être décrit comme P, alors la somme au sens méréologique de x et y peut elle aussi être décrite comme P.
Par exemple, s’il existe un événement tel que « Jean se promenant de 13 à 14 heures », et un autre événement tel que « Jean se promenant de 14 à 15 heures », alors il existe nécessairement un troisième événement qui est la somme des deux autres et qui constitue également un événement de type « se promener ». Ceci n’est pas le cas pour des événements tels que « construire une maison ». Si Jean a construit une maison entre les instants t1 et t2, et qu’il a construit une autre maison entre les instants t2 et t3, alors la somme de ces événements (de t1 à t3) n’est pas un événement pouvant être décrit par "construire une maison". La cumulativité peut aussi être utilisée pour caractériser les noms de masse, et pour caractériser le contraste entre des prépositions ou locutions prépositives telles que à (jusqu’à) (anglais to) et en direction de (anglais towards) : en direction de possède une référence cumulative à un (ensemble de) chemin(s), alors que à (jusqu’à) n’en possède pas.

## La télicité en tant qu’aspect
(Cette section peut refléter des vues qui ne sont pas acceptées universellement.)
La télicité, ou l’aspect télique, a été considéré récemment en tant qu’aspect grammatical, indiquant un but atteint ou une action achevée telle qu’elle était envisagée. Parmi les langues qui marquent un contraste entre actions téliques et atéliques figurent le pirahã et des langues fenniques telles que le finnois et l’estonien ; le tchèque possède aussi un suffixe perfectif pre-, qui a une valeur télique additionnelle.
En finnois, le complément d’objet porte une marque de télicité : l’accusatif est télique, et le partitif est utilisé pour exprimer l’atélicité. Les termes télique et atélique ne sont pas utilisés traditionnellement dans les descriptions grammaticales du finnois ; on parle habituellement plutôt de phrases résultatives et non-résultatives.
Voici un exemple du contraste entre le résultatif et le non-résultatif en finnois:
- Kirjoitin artikkelin. écrire-passé-1sg article-accusatif : J’ai écrit l’article (et je l’ai terminé)
- Kirjoitin artikkelia. écrire-passé-1sg article-partitif : J’ai travaillé à la rédaction de cet article (mais je ne l’ai pas terminé)

C’est le contexte qui permet de déterminer ce qui est interprété comme le but ou le résultat. Ex :
- Ammuin karhun — « J’ai tiré sur l’ours » (avec succès) »; c’est-à-dire « j’ai tué l’ours » ← but implicite
- Ammuin karhua — « J’ai tiré en direction de l’ours », c’est-à-dire « j’ai tiré sur l’ours (mais il n’est pas mort) ».

Il existe beaucoup de verbes qui correspondent à une seule télicité en raison de leur signification intrinsèque. Les verbes partitifs correspondent aux verbes atéliques tels que définis par Garey, à savoir que l’action n’a normalement pas de résultat ni de but, et qu’il serait incorrect, logiquement et grammaticalement, de les mettre à l’aspect télique. Cependant, même des verbes intrinsèquement atéliques comme rakastaa (aimer) peuvent, dans certaines constructions sémantiquement inhabituelles, où une sorte de résultat est impliquée, devenir téliques :
- Hän rakastaa minua. Il-ou-elle aimer-3sg moi-partitif  = il-ou-elle m’aime
- Hän rakastaa minut kuoliaaksi. Il-ou-elle aimer-3sg moi-accusatif mort-translatif = il-ou-elle m’aime jusqu’à la mort

En outre, le contraste de télicité peut gouverner des cas, de sorte que le fait de changer de cas peut modifier complètement le sens. Par exemple, näin hänet (accusatif) signifie je l’ai vu, mais näin häntä (partitif) signifie je l’ai rencontré. Ceci est souvent très irrégulier.
La télicité est souvent superficiellement similaire à l’aspect perfectif, et on peut trouver des descriptions telles que « approximativement perfectif / imperfectif ». Cependant, on trouve en finnois des paires de verbes perfectifs et imperfectifs, et ce contraste peut être surimposé par le contraste de télicité.